# Benjamin Boukpeti
Benjamin Boukpeti (n. 4 august 1981, Lagny-sur-Marne⁠(d), Île-de-France, Franța) este un caiacist ce a reprezentat Franța, medaliat olimpic. A participat la 3 ediții ale Jocurilor Olimpice (2004, 2008, 2012) în care a câștigat o medalie de bronz.